# Email cloisonné

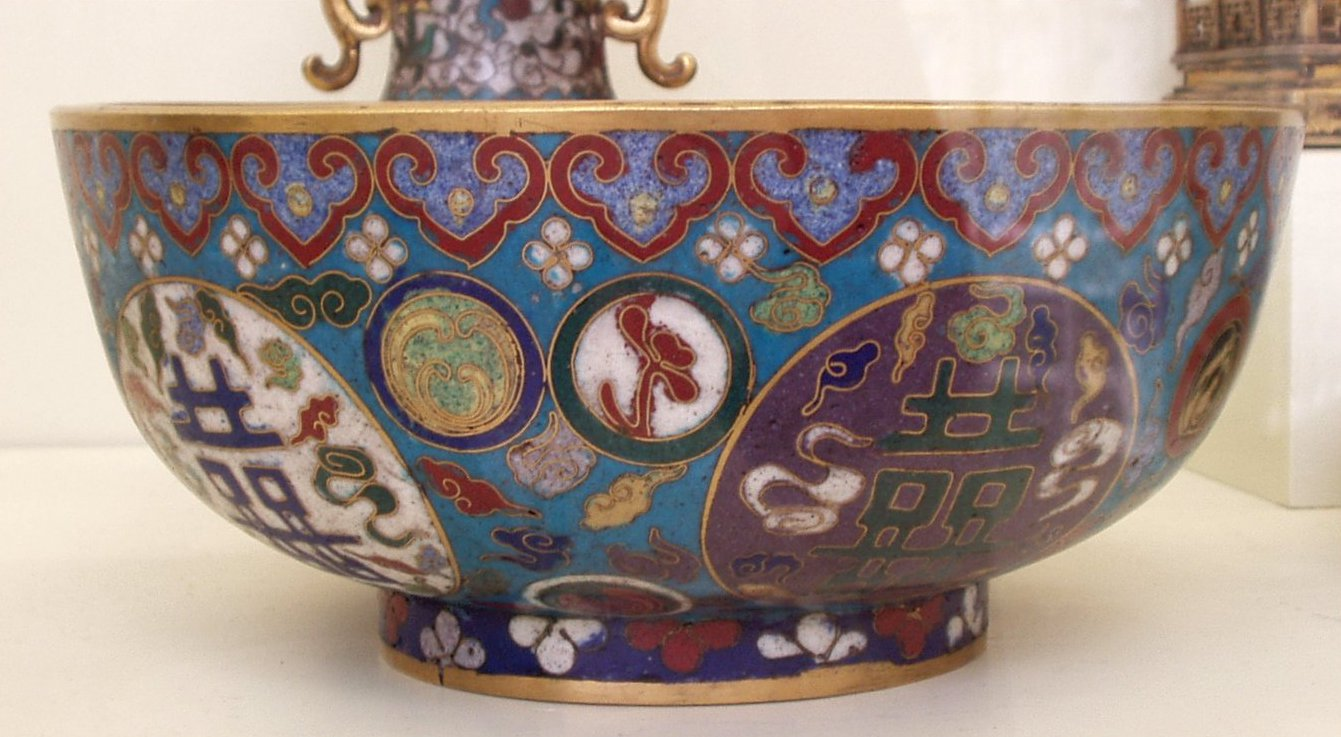
Een Chinese Ming-kom gemaakt met email cloisonné

Cloisonné is een techniek van emailleren, waarbij men geplette draad in bepaalde motieven of figuren op een metalen ondergrond bevestigt. Dat kan met lijm gebeuren maar ook doordat men eerst een laag email aanbrengt, vervolgens de draad daarop aanbrengt en het voorwerp in de oven verhit waarbij de draad gedeeltelijk in de laag email zakt. De tussenruimten tussen de stukken draad worden met verschillende kleuren emailpoeder bedekt. De geplette draad voorkomt dat tijdens het verhitten van het email de kleuren in elkaar overvloeien. Elke kleur is dus opgesloten in zijn eigen cel. Men kan de kleurvakken ook van elkaar scheiden door kleidammetjes. 
In China en Japan polijst men vervolgens het object net zo lang totdat er geen draad meer uitsteekt boven het email. In Nederland laten kunstenaars meestal de draad nog zichtbaar boven de emaillagen uitsteken.
Deze vorm van kunst werd reeds toegepast in de 5e eeuw v.Chr. en werd veel toegepast in de Byzantijnse architectuur. Tegenwoordig is China het belangrijkste productieland. In Nederland passen enkele emailleurs de techniek toe in hun kunstwerken.

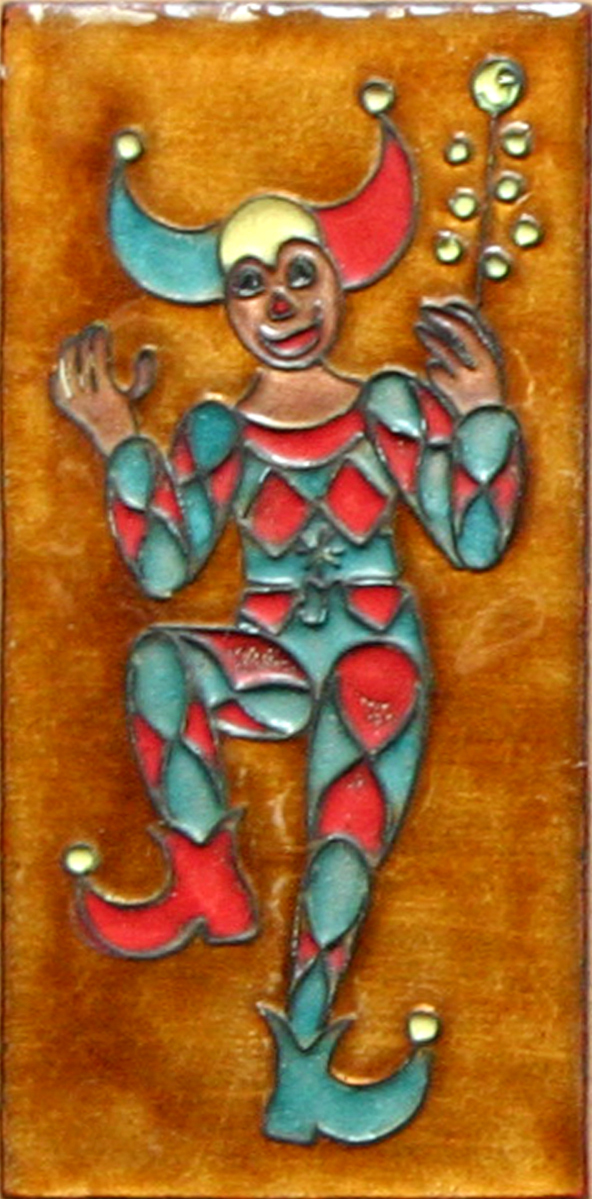
Paneel in cloisonné van Jos Melchers